# Hajime Tanabe

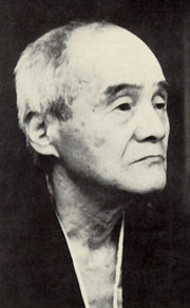
Hajime Tanabe

Hajime Tanabe (japanisch 田邊 元; * 3. Februar 1885 in Tokio; † 29. April 1962 ebenda) war ein japanischer Philosoph. Er war Schüler Shinrans, Kitarō Nishidas und Martin Heideggers.

## Leben
Tanabe war der westlichste unter den Philosophen des modernen Japan und Schüler der Tokioter Philosophen Kitarō Nishida (1870–1945), dessen bedeutendster Nachfolger er war, sowie Raphael von Koebers (1848–1923). 1904 nahm er an der Kaiserlichen Universität Tokio ein Studium der Mathematik auf, das er zugunsten eines Philosophiestudiums bald aufgab. 1913 begann er an der Kaiserlichen Universität Tōhoku, Vorträge zur Naturphilosophie und Wissenschaftstheorie (nach Immanuel Kant) zu halten. 1919 erhielt er durch Vermittlung seines japanischen Lehrers einen Ruf als Assistenzprofessor an die Kaiserliche Universität Kyōto.
Von 1922 bis 1924 hielt er sich in Deutschland auf und studierte an den Universitäten zu Berlin bei Alois Riehl (1844–1924), in Heidelberg bei Heinrich Rickert (1836–1936) und in Freiburg bei Edmund Husserl (1859–1938). In Freiburg lernte er Martin Heidegger (1889–1976) und Oskar Becker (1889–1964) als Assistenten Husserls kennen.
Tanabe berichtet, dass er, als er nach Deutschland kam, eine „Unzufriedenheit“ mit sich herumtrug. Sie lag, wie er in seinem grundlegenden Aufsatz Todesdialektik in der Heidegger-Festschrift von 1959 schreibt, mit dem Gedanken, dass es in der westlichen im Gegensatz zur östlichen Philosophie „wohl verhältnismäßig selten gewesen“ sei, „daß der Tod als das Grundproblem des philosophischen Denkens hinterfragt werden sollte. Das weist schon auf einen Punkt hin, in dem die abendländische Philosophie nicht mit unserem ostasiatischen Denken übereinstimmen kann.“ (S. 93) Er fährt fort, dass „der Gedanke der Erweiterung und Machtentfaltung des menschlichens Lebens, der allem neuzeitlichen Denken zugrunde liegt und es durchherrscht“, dem japanischen Denken als „ein fremdes, leeres Gerede“ erschiene. Er verweist entschieden auf die, jedem japanisch-buddhistischen Bewusstsein religiös vermittelte Tatsache, dass im „Denken an den unausweichlichen, rätselhaften Tod die Vergänglichkeit und Hinfälligkeit [des menschlichen] Lebens [uns] durch Mark und Bein geht“. Die Unzufriedenheit, von der Tanabe schreibt, prägte ihn, seitdem er begonnen hatte, „abendländische Philosophie zu studieren“ (S. 94). Als er in den frühen zwanziger Jahren, 1922 und 1923, in Freiburg im Breisgau die Gelegenheit erhielt, Vorlesungen des damaligen Privatdozenten Martin Heidegger zu besuchen, war er „tief ergriffen, daß in seinem [Heideggers] Denken ein Sich-Besinnen auf den Tod zum Zentrum der Philosophie geworden ist“. Dieses Sich-Besinnen auf den Tod, hebt Tanabe hervor, stützt die Philosophie „von Grund auf“. Er erklärte, dass er durch die Vorlesungen Heideggers den Eindruck gewonnen habe, „daß gerade hier ein Weg zu der von mir gesuchten Philosophie gefunden wurde. Also habe ich erst durch Professor Heidegger den Weg des Philosophierens gelernt. In diesem Sinne ist er mein eigentlicher Lehrer“.
1926 erfolgte Tanabes Ernennung als Nishidas Lehrstuhlnachfolger an der Universität Kyōto. Das Hauptgebiet der Denkbemühungen Tanabes bildete in den vierziger Jahren (1931–1940), paradigmatisch in einem wegweisenden Aufsatz (Zu Hegels Lehre vom Urteil. Hegel-Studien. Bd. 6. S. 211–229. In Zusammenarbeit mit dem in den Jahren von 1958 bis 1962 in Japan lehrenden Fink- und Heidegger-Schüler Hartmut Buchner vom Kyōtoer Tanabe-Schüler Kōichi Tsujimura übersetzt), der erst 1971 ins Deutsche übersetzt wurde, die Philosophie Hegels. 1945 legte er infolge der Erreichung der Altersgrenze sein Professorat nieder und verließ die Universität – mittlerweile im Bewusstsein der philosophischen Fachwelt als führender Repräsentant der Kyōto-Schule. Nach Eintreten der japanischen Kapitulation 1945 zog Tanabe sich in die Berge zurück, in denen er in Abgeschiedenheit über Möglichkeiten und Bedingungen eines meta-noetischen Philosophierens nachdachte. Mit diesem Denken beginnt die zweite Phase seiner Philosophie, deren eingehende Rezeption durch die westliche Philosophie noch aussteht.
1950 wurde Tanabe vom japanischen Kaiser mit dem Kulturorden Japans ausgezeichnet und 1951 nachträglich als Person mit besonderen kulturellen Verdiensten geehrt.

## Werk

### Östlich orientierte Phase – Logik der Arten
Hajime Tanabe steht in der religionsphilosophischen Tradition der Lehren des Mahayana-Buddhismus, der Entfaltung des Buddhismus nach den Vorträgen derjenigen, die zu Lebzeiten des Buddha aktiv waren. Sie wurden später besonders von den japanischen Denkern Shinran (1173–1263) und Eihei Dogen Kigen Zenji (1200–1253) interpretiert und übermittelt. In dieser Tradition stehend, tritt er in einer ersten (östlichen) Phase seiner Philosophie als ein Vertreter einer Philosophie des absoluten Nichts hervor. Seinem Anspruch nach soll sich seine Philosophie als eine Verknüpfung von östlichem und westlichem Denken darstellen. Als Schüler und Nachfolger Nishidas, der sich dessen geistigem Erbe verpflichtet weiß, weist er auf eine „Schwäche“ (Brüll) in Nishidas Philosophie hin, die er in seinem Denken zu überwinden trachtet. Obwohl Nishida, erklärt Tanabe, in seiner systematischen Entfaltung eines Denkens des absoluten Nichts und mit der Synthese westlicher Seins-Philosophie und östlicher Nichts-Lehre, das absolute Nichts in eine reine Erfahrung zu überhöhen versuche, verbleibe er der Intuition des Moments verhaftet, da, nach Tanabe, eine intuitive Erfassung des Nichts dieses selbst, gedacht als ein Absolutes, verfehle.

### Westlich orientierte Phase – Metanoëtische Philosophie
Das Wort Metanoetik ist ein dreigliederiges griechisches Kompositum, das aus dem Adverb μετα (hinter, nach), dem Verb νοεω (1 merken, bemerken, wahrnehmen; 2 erkennen; 3 einsehen; 4 verstehen; 5 überlegen, erwägen, denken, bedenken) und dem Postfixum -ικος (-ικη, -ικον; bezeichnet eine Zugehörigkeit) besteht. Die von dem Verb νοεω abgeleiteten Substantiva νοος und νους bedeuten 1 Sinn, Besinnung, Denkkraft, Verstand, Vernunft, Geist, Einsicht, Klugheit; 2 Gemüt, Herz, Gesinnung, Denkweise; 3 Gedanke, Meinung, Wunsch, Absicht, Wille. Als Verstand, Vernunft, Klugheit, Einsicht, Geist sind sie sowohl in die philosophische als auch in die theologische abendländische Begriffswelt eingegangen. Der neugebildete Begriff Metanoëtik, den als erster der Religionswissenschaftler Karl Francke verwandte (Metanoëtik. Die Wissenschaft von dem durch die Erlösung veränderten Denken. Leipzig 1913), erfuhr eine analoge Bildung aufgrund der bereits bestehenden und verwendeten philosophischen Begriffe des Noëtischen und des Dianoëtischen (s. Klaus Oehler: Die Lehre vom noëtischen und dianoëtischen Denken bei Platon und Aristoteles. Ein Beitrag zur Erforschung der Geschichte des Bewusstseinsproblems in der Antike. München 1962).
Die in philosophischer und religionsphilosophischer (Francke) Intention stehende Eigenbildung des Wortes Metanoëtik kann demzufolge, indem sie in diesem disziplinarischen Zusammenhang eines noëtischen (verstandesmäßigen) Denkens und eines dianoëtischen (vernunftmäßigen) Denkens steht, hinsichtlich der Denkbemühungen Tanabes als ein Nach-Denken bezeichnet werden, das auf eine Zugehörigkeit zu einem rein transmundanen Etwas stößt und es hervorzuheben versucht, das entweder räumlich hinter oder zeitlich nach dem menschlichen Verstand oder einer menschlich nach Einsicht verfahrenden Vernunft (Geist) liegt. Es ist aus diesem Grunde nicht mit dem religionsphilosophischen Begriff einer μετανοια – Meinungsänderung, Reue, Buße (von μετανοεω – seine Meinung ändern, bereuen, Buße tun abgeleitet, auch μεταγνοια, μεταγνωσις) zu verwechseln, da dessen Bedeutungen sich theologisch in dem Zuge des urchristlichen Denkens durch das corpus novi testamenti graece zu Sinnesänderung, Umkehr, Bekehrung transformieren ließen, deren christliche Praxis der Welt verhaftet bleibt.
Philosophisch emphatisch könnte gesagt werden, dass durch eine abermalige, in Unkenntnis der Franckeschen, ostasiatische Neuschöpfung des Metanoëtischen auf etwas hinter (räumlich) jeder menschlichen Einsicht oder nach (zeitlich) jedem menschlichen Verstehen Liegendes verwiesen wird, das sich entweder als Gott oder als Nichts bezeichnet und zu Begriff, Sprache und Entfaltung gebracht werden kann. In diesem Sinne erscheint es logisch folgerichtig, dass das philosophische Programm einer Metanoëtik auf ein „absolutes Nichts“ (in Gegensatz und Abhebung zu einem bloß „mundan anzutreffenden Nichts“) Bezug nimmt.
Zusammenfassend lässt sich sagen, dass in Tanabes unbeabsichtigter Neuschöpfung des Begriffes Metanoëtik, wie er sie in seinem Werk Philosophie als Metanoëtik vorstellt, die akzentuelle Betonung auf einer (wohl zeitlich in heideggerschem Sinne zu verstehenden) Inanspruchnahme einer möglichen Einsichtsfähigkeit des Menschen liegt, die, wenn alle seine weltlichen Taten, Handlungen, Vorhaben ein abschließendes Ende gefunden haben, ihn vor ein „absolutes Nichts“ stellen, das sein Tod ist, in dessen „Ertragen“ (jap. nin) das Auferstehen zu finden ist und für ihn bereit liegt.

## Anmerkung
1. ↑  Da der kaiserliche Kulturorden nicht mit einer Zahlung verbunden werden darf, wurde 1951 die Auszeichnung „Person mit besonderen kulturellen Verdiensten“ eingeführt, die mit einem Ehrensold aus Haushaltsmitteln verbunden ist. Nur ein Teil der so Ausgezeichneten erhält zugleich oder später den Kulturorden.

### Primärliteratur
Alle bis 1955 erschienenen Schriften Tanabes sind auf Japanisch erschienen.
- Tanabe Hajime: Die Grenze des Logismus in der Erkenntnistheorie. 1914.
- Tanabe Hajime: Die neue Naturwissenschaft. 1915.
- Tanabe Hajime: Kants Teleologie. 1924.
- Tanabe Hajime: Studien zur Philosophie der Mathematik. 1925.
- Tanabe Hajime: Logik der Dialektik. 1927.
- Tanabe Hajime: Hegels absoluter Idealismus. 1931.
- Tanabe Hajime: Hegels Philosophie und Dialektik. Aufsätze. Tokio 1931.
- Tanabe Hajime: Zu Hegels Lehre vom Urteil. [1931] In: Hegel-Studien. Hrsg. v. Friedhelm Nicolin u. Otto Pöggeler. Bd. 6. Bonn 1971. 408 S. – S. 211–229.
- Tanabe Hajime: Die Logik des sozialen Seins. 1934.
- Tanabe Hajime: Erhellung der Bedeutung der Logik der Spezies. 1937.
- Tanabe Hajime: Philosophie als Metanoetik. 1946. [Nach Laube Tanabes Hauptwerk, das eine für die moderne japanische Philosophie grundlegende Auseinandersetzung mit Sokrates (469–399 v. Chr.), Platon (428–348 v. Chr.), Aristoteles (384–322 v. Chr.), Meister Eckhart (1260–1328), Descartes (1596–1650), Pascal (1632–1662), Kant (1724–1804), Fichte (1762–1814), Hegel (1170–1831), Schelling (1775–1854), Kierkegaard (1813–1855), Nietzsche (1844–1900), Husserl (1859–1938) und Heidegger (1889–1976) darstellt]
- Tanabe Hajime: Existenz, Liebe und Praxis. 1947.
- Tanabe Hajime: Dialektik der Logik der Spezies. Aufsätze. 1934–1940. 1947.
- Tanabe Hajime: Rechenschaft des Christentums. 1948.
- Tanabe Hajime: Einführung in die Philosophie. Die Grundprobleme der Philosophie. 1949.
- Tanabe Hajime: Valérys Kunstphilosophie. 1951.
- Tanabe Hajime: Die historische Entwicklung der mathematischen Prinzipien. 1954.
- Tanabe Hajime: Dialektik der Relativitätsphilosophie. 1955.
- Tanabe Hajime. The logic of the species as dialectics. Aus dem Japanischen v. David A. Dilworth u. Taira Sato. In: Monumenta Nipponica. Studies on Japanese culture, past and present. Bd. 24.3. New York 1959. S. 273–288.
- Tanabe Hajime: Todesdialektik. [Aus dem Japanischen v. Koichi Tsujimura u. Hartmut Buchner] In: Martin Heidegger zum siebzigsten Geburtstag. Festschrift. Hrsg. v. Günther Neske. Pfullingen 1959. 348 S. – S. 93–133.
- Tanabe Hajime: Memento mori. In: Gott in Japan. Anstöße zum Gespräch mit japanischen Philosophen, Theologen, Schriftstellern. Hrsg. v. Yagi Seiichi u. Ulrich Luz. München 1973. 216 S. – S. 113–126.
- Tanabe Hajime: Philosophy as metanoetics. Aus dem Japanischen v. Takeuchi Yoshinori, Valdo H. Viglielmo u. James W. Heisig. Nanzan Studies in Religion and Culture. Hrsg. v. James W. Heisig. Bd. 5. Berkeley 1986. LXII, 316 S. [Nach Laube ist die englische Übersetzung „nicht verläßlich“]
- Tanabe Hajime: Versuch, die Bedeutung der Logik der Spezies zu klären. In: Die Philosophie der Kyôto-Schule. Texte und Einführung. Hrsg. u. eingel. v. Ryosuke Ohashi. 2., erw. u. mit einer neuen Einführung vers. Aufl. 2011. Welten der Philosophie. Bd. 2. Freiburg Breisgau 2011. 548 S. – S. 137–182.
- Tanabe Hajime: Valérys Kunstphilosophie. Kap. 4: Die Grenze des Gedichts »Die junge Parze« und ihre Überwindung. In: Die Philosophie der Kyôto-Schule. Texte und Einführung. Hrsg. u. eingel. v. Ryosuke Ohashi. 2., erw. u. mit einer neuen Einführung vers. Aufl. 2011. Welten der Philosophie. Bd. 2. Freiburg Breisgau 2011. 548 S. – S. 184–211.

### Sekundärliteratur

#### Allgemein
- Max Walleser: Die buddhistische Philosophie in ihrer geschichtlichen Entwicklung. 4 Bde. Heidelberg 1904–1927. [Bd. 1: Die philosophische Grundlage des älteren Buddhismus. 1904. XII, 148 S. – Bd. 2: Die Mittlere Lehre des Nagarjuna. Nach tibetischer Version. 1911. VIII, 188 S. – Bd. 3: Die Mittlere Lehre des Nagarjuna. Nach der chinesischen Version. 1912. XIV, 192 S. – Bd. 4: Die Sekten des alten Buddhismus. VIII, 94 S.]
- Karl Florenz: Die historischen Quellen der Shinto-Religion. Aus dem Altjapanischen u. Chinesischen übers. u. erkl. Quellen der Religionsgeschichte. Gruppe 9: China, Japan. Bd. 7. Göttingen 1919. XII, 470 S.
- Otto Rosenberg: Die Probleme der buddhistischen Philosophie. Aus dem Russischen v. E. Rosenberg. Materialien zur Kunde des Buddhismus. Bd. 7/8. Heidelberg 1924. XVI, 288 S.
- Oscar Benl u. Horst Hammitzsch: Japanische Geisteswelt. Vom Mythos zur Gegenwart. Geist des Morgenlandes. o. Bd. Baden-Baden 1956. 420 S.
- Alfonso Verdú: Abstraktion und Intuition als Wege zur Wahrheit in Yoga und Zen. Ein Beitrag zur Phänomenologie und Metaphysik der nichtchristlichen Mystik. Epimeleia. Bd. 1. München 1965. 310 S.
- Lydia Brüll: Die traditionelle japanische Philosophie und ihre Probleme bei der Rezeption der abendländisch-westlichen. In: Bochumer Jahrbuch zur Ostasienforschung. [Bd. 1] Bochum 1978. S. 319–347.
- Lydia Brüll: Ostasiatische Philosophie. Neue Wege zur Forschung. In: Saeculum. Jahrbuch für Universalgeschichte. Bd. 29.2. Köln 1978. S. 173–189.
- Toshihiko Izutsu: Philosophie des Zen-Buddhismus. [Toward a philosophy of Zen Buddhism] Aus dem Englischen v. D. Rosenstein. Rowohlts deutsche Enzyklopädie. Bd. 388. Reinbek 1979. 156 S.
- Lydia Brüll: Zur Entwicklung der japanischen Philosophie. In: Japan-Handbuch. Hrsg. v. Horst Hammitzsch in Zusammenarb. m. Lydia Brüll, unter Mitw. v. Ulrich Goch. 2. unveränd. Auf. 1984. Stuttgart 1990. XVIII S. u. 2.610 Sp. – Sp. 1.295 – 1.318.
- Japan-Handbuch. Hrsg. v. Horst Hammitzsch in Zusammenarb. m. Lydia Brüll, unter Mitw. v. Ulrich Goch. 3. Aufl. 1990. Stuttgart 1990. XVIII, 1.814 S.

#### Hajime Tanabe
- Karl Francke: Metanoetik. Die Wissenschaft von dem durch die Erlösung veränderten Denken. Leipzig 1913. 170 S.
- Minoru Inaba: Zur Philosophie von Tanabe Hajime. In: Oriens Extremus. Zeitschrift für Sprache, Kunst und Kultur der Länder des Fernen Ostens. Bd. 13. Wiesbaden 1966. S. 180–190.
- Mikio Kuroki: Die Frage nach Gott in der modernen japanischen Philosophie. Nishida Kitarō und Tanabe Hajime. In: Die Frage nach Gott im modernen Japan. Hrsg. v. Ostasien-Institut. Bonn 1976. S. 107–139.
- Johannes Laube: Westliches und östliches Erbe in der Philosophie Hajime Tanabes. In: Neue Zeitschrift für systematische Theologie und Religionsphilosophie. Bd. 20. H. 1. Berlin 1978. S. 1–15.
- Johannes Laube: Die „absolute Dialektik“ von Hajime Tanabe. In: Neue Zeitschrift für systematische Theologie und Religionsphilosophie. Bd. 20. H. 3. Berlin 1978. S. 278–293.
- Johannes Laube: The meaning of gyo (practice) according to the Buddhist theologian Shinran and the philosopher Tanabe. In: European Studies of Japan. Hrsg. v. Ian Nish u. Charles Dunn. Tenterden 1979. XII, 348 S. – S. 105–110.
- Johannes Laube: Hajime Tanabes Erfahrung der „Wende vom Tod zum Leben“ in den Jahren von 1941–1944. In: Zeitschrift für Missionswissenschaft und Religionswissenschaft. Bd. 63. H. 2. Münster 1979. S. 119–128.
- Johannes Laube: Zur religionsphilosophischen Bedeutung der „Metanoetik“ des japanischen Philosophen Hajime Tanabe. In: Zeitschrift für Missionswissenschaft und Religionswissenschaft. Bd. 653. H. 2. Münster 1981. S. 121–138.
- Johannes Laube: Die Interpretation des Kyogyoshinsho Shinrans durch Hajime Tanabe. In: Zeitschrift für Missionswissenschaft und Religionswissenschaft. Bd. 65. H. 4. Münster 1979. S. 277–293.
- Johannes Laube: Kritik der „Logik der Spezies“ von Hajime Tanabe. Erster Teil. In: Neue Zeitschrift für systematische Theologie und Religionsphilosophie. Bd. 23. H. 3. Berlin 1981. S. 297–318.
- Johannes Laube: Kritik der „Logik der Spezies“ von Hajime Tanabe. Zweiter Teil. In: Neue Zeitschrift für systematische Theologie und Religionsphilosophie. Bd. 24. H. 1. Berlin 1982. S. 104–118.
- Johannes Laube: Dialektik der absoluten Vermittlung. Hajime Tanabes Religionsphilosophie als Beitrag zum „Wettstreit der Liebe“ zwischen Buddhismus und Christentum. Mit einem Geleitwort v. Yoshinori Takeuchi. Freiburg Breisgau 1984. 336 S.
- Ryōsuke Ōhashi: Zur Philosophie der Kyoto-Schule. In: Zeitschrift für philosophische Forschung. Bd. 40. H. 1. Meisenheim Glan 1968. S. 121–134.
- Lydia Brüll: Die japanische Philosophie. Eine Einführung. Orientalistische Einführungen in Gegenstand, Ergebnisse und Perspektiven der Einzelgebiete. o. Bd. Darmstadt 1989. XIV, 214 S. [Die Dialektik der absoluten Vermittlung bei Tanabe Hajime. S. 169–179.]
- Hans-Joachim Koch: Amor Fati bei Friedrich Nietzsche und Hajime Tanabe. Ein transkultureller Vergleich. Gladenbach 1990. 88 S.
- Junko Hamada: Japanische Philosophie nach 1868. Handbuch der Orientalistik. Hrsg. v. Bertold Spuler. Abt. 5: Japan. Hrsg. v. Horst Hammitzsch. Bd. 5. Leiden 1994. VIII, 188 S. [Tanabe Hajime und die Logik der Spezies. S. 56–60; Tanabe Hajime und die Philosophie der Metanoetik. S. 97–100]
- Makoto Ozaki: Religion and politics in negative meditation. In: Studies in interreligious dialogue. Hrsg. v. der Fakultät der Katholischen Universität in Löwen (Belgien). Bd. 8. Löwen 1998. S. 19–34.
- Makoto Ono: Der Begriff Tod bei Shinran und Heidegger In: Zukünftiges Menschsein. Ethik zwischen Ost und West. Hrsg. v. Ralf Elm. Schriften des Zentrums für Europäische Integrationsforschung. Bd. 55. Baden-Baden 2003. 526 S. – S. 171–207.
- Johannes Laube: Tanabe Hajimes Philosophie als Metanoetik – eine „Negative Theologie“? Einführung und Übersetzung. Erster Teil. In: Japonica Humboldtiana. Yearbook of the Mori Ôgai Memorial Hall Berlin Humboldt University. Wiesbaden 2008. S. 152–209. (online)
- S. Noma (Hrsg.): Tanabe Hajime. In: Japan. An Illustrated Encyclopedia. Kodansha, 1993. ISBN 4-06-205938-X, S. 1522.